# Cook, Serve, Delicious!
Cook, Serve, Delicious! est un jeu vidéo de simulation développé et édité par Vertigo Gaming, sorti en 2012 sur Windows, Mac, iOS et Android.
Il a pour suite Cook, Serve, Delicious! 2 en 2017 ainsi que Cook, Serve, Forever en 2023.

## Système de jeu
Le jeu présente plusieurs aspects.
Principalement il s'agit de gérer un restaurant, en décidant du menu, gérant l'équipement et en améliorant les recettes au fur et à mesure du jeu.
Le jeu peut se jouer au clavier et souris ou au paddle.Il y a 4 lignes représentant 4 plans de travail, qui permettent chacun de préparer une commande différente. Chaque commande bien préparée résulte en un client satisfait et une augmentation de la réputation du restaurant (le buzz), qui conduit à une fréquentation plus dense.
Une commande parfaite est bonne, si imparfaite elle sera moyenne ou mauvaise, dépendant de la recette.
Il faudra donc jongler avec le timing et les commandes. 
Pour chaque recette il y aura divers ingrédients, ou étapes, associés aux touches de claviers, flèches directionnelle, ou aux joystick et boutons du paddle. Il y aura donc beaucoup de séquences à effectuer dans une journée de travail.